# Campionat d'escacs de França
El campionat d'escacs de França és un torneig d'escacs organitzat anualment per la Federació Francesa d'Escacs (FFE) des de 1923 per determinar el campió nacional d'escacs de França.
Abans de la fundació de la FFE (el 1921), es varen jugar cinc edicions no oficials del campionat, les primeres entre 1880 i 1883, al Café de la Régence. Posteriorment, entre 1903 i 1914 es jugaren torneigs sota el nom de Campionat de França Amateur. Des del 1923 el torneig s'ha celebrat anualment, llevat dels anys 1939 i 1944, per causa de la II Guerra Mundial.

## Quadre d'honor masculí

### Campionats no oficials
| #   | Campionat          | Any  | Lloc     | Guanyador        |
| --- | ------------------ | ---- | -------- | ---------------- |
| (1) | Campionat nacional | 1880 | París    | Samuel Rosenthal |
| (2) | Campionat nacional | 1881 | París    | Edward Chamier   |
| (3) | Campionat nacional | 1883 | París    | Albert Clerc     |
| (1) | Campionat Amateur  | 1903 | Arcachon | Adolphe Silbert  |
| (2) | Campionat Amateur  | 1914 | Lió      | Alphonse Goetz   |

### 1914-1944
| Any  | Campió          | 2n               | 3r              | Lloc                 |
| ---- | --------------- | ---------------- | --------------- | -------------------- |
| 1914 | Alphonse Goetz  |                  |                 | Lió                  |
| 1923 | Georges Renaud  | André Muffang    | Edmond Michel   | París                |
| 1924 | Robert Crépeaux |                  |                 | Estrasburg           |
| 1925 | Robert Crépeaux |                  |                 | Niça                 |
| 1926 | André Chéron    | Frédéric Lazard  | Aristide Gromer | Biarritz             |
| 1927 | André Chéron    | Maurice Polikier | Adolphe Fabre   | Chamonix             |
| 1928 | Amédée Gibaud   | Louis Betbeder   | André Voisin    | Marsella             |
| 1929 | André Chéron    | Aristide Gromer  |                 | Saint-Claude         |
| 1930 | Amédée Gibaud   | Aristide Gromer  |                 | Rouen                |
| 1931 | André Muffang   |                  |                 | Lilla                |
| 1932 | Maurice Raizman |                  |                 | La Baule             |
| 1933 | Aristide Gromer | Robert Frentz    |                 | Sarreguemines        |
| 1934 | Victor Kahn     | Maurice Raizman  |                 | París                |
| 1935 | Amédée Gibaud   |                  |                 | Saint-Alban-les-Eaux |
| 1936 | Maurice Raizman | Amédée Gibaud    | Victor Kahn     | París                |
| 1937 | Aristide Gromer | Amédée Gibaud    | Victor Kahn     | Toulouse             |
| 1938 | Aristide Gromer | Maurice Raizman  |                 | Niça                 |
| 1939 | no disputat     |                  |                 |                      |
| 1940 | Amédée Gibaud   |                  |                 | Niça                 |
| 1941 | Robert Crépeaux | Roger Daniel     | Amédée Gibaud   | París                |
| 1942 | Roger Daniel    | Amédée Gibaud    | Henri Reyss     | París                |
| 1943 | Louis Bigot     | René Pillon      |                 | Pau                  |
| 1944 | no disputat     |                  |                 |                      |

### 1945-1967
| Any  | Campió            | 2n                    | 3r                       | Lloc                  |
| ---- | ----------------- | --------------------- | ------------------------ | --------------------- |
| 1945 | César Boutteville | Roger Daniel          |                          | Roubaix               |
| 1946 | Maurice Raizman   | Louis Betdeber        |                          | Bordeus               |
| 1947 | Maurice Raizman   |                       |                          | Rouen                 |
| 1948 | Nicolas Rossolimo |                       |                          | París                 |
| 1949 | Claude Hugot      | César Boutteville     |                          | Besançon              |
| 1950 | César Boutteville | Claude Hugot          | Pinson                   | Ais de Provença       |
| 1951 | Maurice Raizman   | Roger Daniel          | Chantal Chaudé de Silans | Vichèi                |
| 1952 | Maurice Raizman   |                       |                          | Charleville           |
| 1953 | Xavier Tartakover | Claude Hugot          | Jean Dollstadt           | París                 |
| 1954 | César Boutteville | Guy Mazzoni           | Catozzi                  | Marsella              |
| 1955 | César Boutteville | Galula                | Burstein                 | Tolosa de Llenguadoc  |
| 1956 | Pierre Rolland    |                       |                          | Vittel                |
| 1957 | Volf Bergraser    |                       |                          | Bordeus               |
| 1958 | Claude Lemoine    |                       |                          | Le Touquet            |
| 1959 | César Boutteville | Claude Lemoine        | Pierre Rolland           | Reims                 |
| 1960 | no disputat       |                       |                          |                       |
| 1961 | Guy Mazzoni       |                       |                          | París                 |
| 1962 | André Thiellement |                       |                          | París                 |
| 1963 | André Thiellement |                       |                          | París                 |
| 1964 | Michel Roos       | Guy Mazzoni           |                          | Montpeller            |
| 1965 | Guy Mazzoni       | César Boutteville     | Pierre Rolland           | Dunkerque             |
| 1966 | Volf Bergraser    | Pierre Rolland        | Roger Ferry              | Grenoble              |
| 1967 | César Boutteville | Jean-Claude Letzelter | Bernard Huguet           | Dieppe (Sena Marítim) |

### 1968-1989
| Any  | Campió                | 2n                  | 3r               | Lloc                         |
| ---- | --------------------- | ------------------- | ---------------- | ---------------------------- |
| 1968 | Jean-Claude Letzelter | Claude Conan        |                  | Lió                          |
| 1969 | Jacques Planté        | Guy Mazzoni         | Jacques Demarre  | Pau                          |
| 1970 | Jacques Maclès        | Bernard Huguet      | Jean-Luc Seret   | Mülhausen                    |
| 1971 | Jean-Claude Letzelter | Jean-Luc Seret      |                  | Mérignac (Gironde)           |
| 1972 | Aldo Haïk             | Laurent Monnard     | Francis Meinsohn | Rosny-sous-Bois              |
| 1973 | Michel Benoit         | Maurice Bessenay    | Georges Nora     | Vittel                       |
| 1974 | Jean-Claude Letzelter | Nicolas Giffard     | Jean-Luc Seret   | Chambéry                     |
| 1975 | Miodrag Todorčević    | Jean-Luc Seret      | Francis Meinsohn | Dijon                        |
| 1976 | François Chevaldonnet | Nicolas Giffard     | Louis Roos       | Saint-Jean-de-Monts          |
| 1977 | Louis Roos            | Emmanuel Preissmann | Nicolas Giffard  | Le Touquet                   |
| 1978 | Nicolas Giffard       | Richard Goldenberg  |                  | Castellnou d'Arri            |
| 1979 | Bachar Kouatly        | Didier Sellos       |                  | Courchevel i Lyon            |
| 1980 | Jean-Luc Seret        | Richard Goldenberg  |                  | Puteaux                      |
| 1981 | Jean-Luc Seret        | Thierry Manouck     |                  | Vitrolles (Boques del Roine) |
| 1982 | Nicolas Giffard       |                     |                  | Schiltigheim                 |
| 1983 | Aldo Haïk             | Pascal Herb         |                  | Belfort                      |
| 1984 | Jean-Luc Seret        | Bachar Kouatly      |                  | Alès                         |
| 1985 | Jean-Luc Seret        | Mehrshad Sharif     |                  | Clarmont d'Alvèrnia          |
| 1986 | Gilles Miralles       | Olivier Renet       | Gilles Andruet   | Épinal                       |
| 1987 | Christophe Bernard    | Gilles Andruet      | Joël Lautier     | Rouen                        |
| 1988 | Gilles Andruet        | Aldo Haïk           | Jean-René Koch   | Val Thorens                  |
| 1989 | Gilles Miralles       | Jean-Luc Seret      | Éric Prié        | Épinal                       |

### 1990-2009
| Any  | Campió                 | 2n                     | 3r                 | Lloc          |
| ---- | ---------------------- | ---------------------- | ------------------ | ------------- |
| 1990 | Marc Santo-Roman       | Jean-René Koch         | Gilles Miralles    | Angers        |
| 1991 | Marc Santo-Roman       | Olivier Renet          | Bachar Kouatly     | Montpeller    |
| 1992 | Manuel Apicella        | Arnaud Hauchard        | Éric Prié          | Estrasburg    |
| 1993 | Emmanuel Bricard       | Jean-Luc Chabanon      | Darko Anic         | Nantes        |
| 1994 | Marc Santo-Roman       | Manuel Apicella        | Emmanuel Bricard   | Chambéry      |
| 1995 | Éric Prié              | Mehrshad Sharif        | Benoit Lepelletier | Toulouse      |
| 1996 | Christian Bauer        | Anatoly Vaisser        | Éloi Relange       | Auxerre       |
| 1997 | Anatoly Vaisser        | Darko Anic             | Christian Bauer    | Narbona       |
| 1998 | Iossif Dorfman         | Étienne Bacrot         | Anatoly Vaisser    | Méribel       |
| 1999 | Étienne Bacrot         | David Marciano         | Christian Bauer    | Besançon      |
| 2000 | Étienne Bacrot         | Iossif Dorfman         | Jean-Marc Degraeve | Vichèi        |
| 2001 | Étienne Bacrot         | Anatoly Vaisser        | Jean-Marc Degraeve | Marsella      |
| 2002 | Étienne Bacrot         | Joël Lautier           | Iossif Dorfman     | Val-d'Isère   |
| 2003 | Étienne Bacrot         | Joël Lautier           | Andreï Sokolov     | Aix-les-Bains |
| 2004 | Joël Lautier           | Laurent Fressinet      | Iossif Dorfman     | Val-d'Isère   |
| 2005 | Joël Lautier           | Maxime Vachier-Lagrave | Andreï Sokolov     | Chartres      |
| 2006 | Vladislav Tkatxov      | Laurent Fressinet      | Robert Fontaine    | Besançon      |
| 2007 | Maxime Vachier-Lagrave | Vladislav Tkatxov      | Andreï Sokolov     | Aix-les-Bains |
| 2008 | Étienne Bacrot         | Maxime Vachier-Lagrave | Laurent Fressinet  | Pau           |
| 2009 | Vladislav Tkatxov      | Maxime Vachier-Lagrave | Laurent Fressinet  | Nimes         |

### 2010-
| Any  | Campió                                     | 2n                 | 3r                  | Lloc          |
| ---- | ------------------------------------------ | ------------------ | ------------------- | ------------- |
| 2010 | Laurent Fressinet                          | Romain Édouard     | Étienne Bacrot      | Belfort       |
| 2011 | Maxime Vachier-Lagrave                     | Laurent Fressinet  | Étienne Bacrot      | Caen          |
| 2012 | Édouard / Vachier-Lagrave / Bauer / Bacrot | -                  | -                   | Pau           |
| 2013 | Hicham Hamdouchi                           | Jean-Marc Degraeve | Andrei Sokolov      | Nancy         |
| 2014 | Laurent Fressinet                          | Étienne Bacrot     | Romain Édouard      | Nimes         |
| 2015 | Christian Bauer                            | Tigran Gharamian   | Étienne Bacrot      | Saint-Quentin |
| 2016 | Matthieu Cornette                          | Yannick Gozzoli    | Jean-François Jolly | Agen          |
| 2017 | Étienne Bacrot                             | Laurent Fressinet  | Tigran Gharamian    | Agen          |
| 2018 | Tigran Gharamian                           | Romain Edouard     | Yannick Gozzoli     | Nimes         |
| 2019 | Maxime Lagarde                             | Laurent Fressinet  | Jules Moussard      | Chartres      |
| 2020 | no disputat                                |                    |                     |               |
| 2021 | no disputat                                |                    |                     |               |
| 2022 | Jules Moussard                             | Étienne Bacrot     | Laurent Fressinet   | Albi          |
| 2023 | Yannick Gozzoli                            | Romain Edouard     | Maxime Lagarde      | Alpe d'Huez   |
| 2024 | Jules Moussard                             | Laurent Fressinet  | Romain Edouard      | Alpe d'Huez   |

## Quadre d'honor femení

### 1924 - 1943
| Any  | Ciutat   | Campiona                                                     |
| ---- | -------- | ------------------------------------------------------------ |
| 1924 | París    | Marie Jeanne Frigard                                         |
| 1926 | París    | Marie Jeanne Frigard                                         |
| 1927 | París    | Paulette Schwartzmann (fora de concurs) Marie Jeanne Frigard |
| 1928 | París    | Paulette Schwartzmann (fora de concurs) D'Autremont          |
| 1929 | París    | Paulette Schwartzmann (fora de concurs) D'Autremont          |
| 1931 | París    | Paulette Schwartzmann (fora de concurs) Louise Pape          |
| 1932 | París    | Alice Tonini (fora de concurs) D'Autremont                   |
| 1933 | París    | Alice Tonini (fora de concurs) Paulette Schwartzmann         |
| 1934 | París    | Alice Tonini (fora de concurs) Maud Flandin                  |
| 1935 | París    | Paulette Schwartzmann                                        |
| 1936 | París    | Chantal Chaudé de Silans                                     |
| 1937 | Toulouse | Angles D'Auriac                                              |
| 1938 | Niça     | Paulette Schwartzmann                                        |
| 1941 | París    | Long                                                         |
| 1942 | París    | Duval                                                        |
| 1943 | París    | Suzanne Dehelly                                              |
- No hi va haver competicions entre 1944 i 1954

### 1955 - 1956
| Any  | Lloc     | Campiona       |
| ---- | -------- | -------------- |
| 1955 | Toulouse | Vazeille       |
| 1956 | Vittel   | Isabelle Choko |
- No hi va haver competicions entre 1957 i 1974

### 1956 -
| Any      | Lloc                 | Campiona                                       |
| -------- | -------------------- | ---------------------------------------------- |
| 1975     | París                | Milinka Merlini                                |
| 1976     | Saint-Jean-de-Monts  | Milinka Merlini                                |
| 1977     | Le Touquet           | Milinka Merlini                                |
| 1978     | Castellnou d'Arri    | Milinka Merlini                                |
| 1979     | Courchevel           | Monique Ruck-Petit                             |
| 1980     | París                | Milinka Merlini                                |
| 1981     | Aurenja, Vauclusa    | Josiane Legendre                               |
| 1982     | Aurenja, Vauclusa    | Martine Dubois                                 |
| 1983     | Montpeller           | Julia Lebel-Arias                              |
| 1984     | Loches               | Isabelle Kientzler                             |
| 1985     | Lilla                | Christine Leroy                                |
| 1986     | Aurenja, Vauclusa    | Julia Lebel-Arias                              |
| 1987     | Baud                 | Sabine Fruteau                                 |
| 1988     | no disputat          |                                                |
| 1989     | Aurenja, Vauclusa    | Sabine Fruteau                                 |
| 1990     | Challes-les-Eaux     | Julia Lebel-Arias                              |
| 1991     | Montpeller           | Christine Flear (nascuda Leroy)                |
| 1992     | Le Havre             | Claire Gervais                                 |
| 1993     | Nantes               | Claire Gervais                                 |
| 1994     | Chambery             | Christine Flear (nascuda Leroy)                |
| 1995     | Tolosa de Llenguadoc | Raphaelle Bujisho (després Raphaelle Delahaye) |
| 1996     | Auxerre              | Claire Gervais                                 |
| 1997     | Bastia               | Malina Nicoara                                 |
| 1998     | Meribel              | Christine Flear (nascuda Leroy)                |
| 1999     | Besançon             | Christine Flear (nascuda Leroy)                |
| 2000     | Vichèi               | Marie Sebag                                    |
| 2001     | Marsella             | Maria Nepeina-Leconte                          |
| 2002     | Val d'Isere          | Marie Sebag                                    |
| 2003     | Aix les Bains        | Sophie Milliet                                 |
| 2004     | Val d'Isere          | Almira Skripchenko                             |
| 2005     | Chartres             | Almira Skripchenko                             |
| 2006     | Besançon             | Almira Skripchenko                             |
| 2007     | Aix les Bains        | Silvia Collas                                  |
| 2008     | Pau                  | Sophie Milliet                                 |
| 2009     | Nimes                | Sophie Milliet                                 |
| 2010     | Belfort              | Almira Skripchenko                             |
| 2011     | Caen                 | Sophie Milliet                                 |
| 2012[9]  | Pau                  | Almira Skripchenko                             |
| 2013[10] | Nancy                | Nino Maisuradze                                |
| 2014[11] | Nimes                | Nino Maisuradze                                |
| 2015[7]  | Saint-Quentin        | Almira Skripchenko                             |
| 2016[8]  | Agen                 | Sophie Milliet                                 |
| 2017     | Agen                 | Sophie Milliet                                 |
| 2018     | Nimes                | Paulina Guichard                               |
| 2019     | Chartres             | Paulina Guichard                               |
| 2020     | no disputat          |                                                |
| 2021     | no disputat          |                                                |
| 2022     | Albi                 | Almira Skripchenko                             |
| 2023     | Alpe d'Houez         | Mitra Hejazipour                               |
| 2024     | Alpe d'Houez         | Deimante Daulyte-Cornette                      |